# Paracymothoa tholoceps
Paracymothoa tholoceps is een pissebed uit de familie Cymothoidae. De wetenschappelijke naam van de soort is voor het eerst geldig gepubliceerd in 1986 door Thomas Elliot Bowman III.